# Simetria facial
Simetria facial é o termo que descreve uma face com medidas iguais, comparando-se o lado esquerdo com o lado direito. Um rosto simétrico é considerado um belo rosto em diversas culturas. Entretanto, não existe um rosto perfeitamente simétrico, mas sim uma assimetria normal. 